# Алмонт (Мічиган)
Алмонт (англ. Almont) — селище (англ. village) в США, в окрузі Лапір штату Мічиган. Населення — 2846 осіб (2020).

## Географія
Алмонт розташований за координатами 42°55′13″ пн. ш. 83°2′36″ зх. д. / 42.92028° пн. ш. 83.04333° зх. д. (42.920219, -83.043242).  За даними Бюро перепису населення США в 2010 році селище мало площу 3,69 км², з яких 3,69 км² — суходіл та 0,00 км² — водойми. В 2017 році площа становила 3,48 км², з яких 3,48 км² — суходіл та 0,00 км² — водойми.

## Демографія
Згідно з переписом 2010 року, у селищі мешкали 2674 особи в 1030 домогосподарствах у складі 728 родин. Густота населення становила 725 осіб/км².  Було 1116 помешкань (302/км²).
Расовий склад населення:
| - 93,1 % — білих - 0,3 % — корінних американців - 0,3 % — чорних або афроамериканців - 0,2 % — азіатів - 4,9 % — осіб інших рас |

До двох чи більше рас належало 1,1 %. Частка іспаномовних становила 7,4 % від усіх жителів.
За віковим діапазоном населення розподілялося таким чином: 26,9 % — особи молодші 18 років, 61,7 % — особи у віці 18—64 років, 11,4 % — особи у віці 65 років та старші. Медіана віку мешканця становила 37,2 року. На 100 осіб жіночої статі у селищі припадало 100,8 чоловіків;  на 100 жінок у віці від 18 років та старших — 96,5 чоловіків також старших 18 років.
Середній дохід на одне домашнє господарство  становив 60 123 долари США (медіана — 46 111), а середній дохід на одну сім'ю — 71 801 долар (медіана — 57 763). Медіана доходів становила 51 750 доларів для чоловіків та 39 500 доларів для жінок. За межею бідності перебувало 7,1 % осіб, у тому числі 4,3 % дітей у віці до 18 років та 3,3 % осіб у віці 65 років та старших.
Цивільне працевлаштоване населення становило 1277 осіб. Основні галузі зайнятості: виробництво — 42,1 %, освіта, охорона здоров'я та соціальна допомога — 14,6 %, роздрібна торгівля — 10,3 %, науковці, спеціалісти, менеджери — 6,5 %.